# Mike Tully
Michael Scott Tully, detto Mike (Long Beach, 21 ottobre 1956), è un ex astista statunitense, vincitore di una medaglia d'argento ai Giochi olimpici di Los Angeles 1984 e detentore del record nazionale di salto con l'asta tra il 1984 e il 1985.

## Biografia
Qualificatosi ai Giochi olimpici di Mosca 1980, non vi prese parte però a causa del boicottaggio. Ha partecipato senza successo ai Mondiali di Helsinki 1983, rifacendosi però la stagione successiva. Ha vinto, infatti, la medaglia d'argento ai Giochi olimpici di Los Angeles e migliorato il record statunitense della disciplina, che sarebbe durato fino al 1985.

## Palmarès
| Anno | Manifestazione      | Sede         | Evento           | Risultato | Prestazione | Note                  |
| ---- | ------------------- | ------------ | ---------------- | --------- | ----------- | --------------------- |
| 1983 | Giochi panamericani | Caracas      | Salto con l'asta | Oro       | 5,45 m      | Record dei campionati |
| 1984 | Giochi olimpici     | Los Angeles  | Salto con l'asta | Argento   | 5,65 m      | Record nazionale      |
| 1986 | Goodwill Games      | Mosca        | Salto con l'asta | 4º        | -           |                       |
| 1987 | Giochi panamericani | Indianapolis | Salto con l'asta | Oro       | 5,71 m      | Record dei campionati |

## Campionati nazionali
- 3 volte campione nazionale assoluto del salto con l'asta (1977, 1979, 1986)[1]